# Стратегическое мышление
Стратегическое мышление — психический или мыслительный процесс, применяемый индивидом в контексте достижения успеха в игре или другой деятельности. 
При применении в организации стратегического управления, стратегическое мышление предполагает создание и применение уникальных бизнес-идей и возможностей, предназначенных для создания конкурентных преимуществ для фирмы или организации. Это может быть сделано индивидуально, а также совместно ключевыми работниками, которые могут положительно повлиять на фирму в будущем. Групповое стратегическое мышление может создавать большую добавленную стоимость, допуская проактивный и творческий диалог, в котором люди осознают чужие взгляды на важные и сложные вопросы. Это считается преимуществом в условиях высокой конкуренции и быстро меняющейся деловой среды.
В своих 15 правилах стратегического мышления Владимир Квинт подчёркивает, что стратегическое мышление кардинально отличается от текущего и оперативного. Главный враг стратегического мышления — это инерция.

## Общие сведения
Стратегическое мышление предполагает поиск и разработку стратегического прогнозирования возможностей для организации, путем изучения всех возможных сценариев будущего и традиционного мышления, чтобы стимулировать этим принятие решений. Ключевыми вопросами стратегического мышления являются «Почему?» или «Как?». Работы Генри Минцберга и других авторов поддерживают это умозаключение, а также проводят четкую границу между стратегическим мышлением и стратегическим планированием.
Генерал Андре Бофре (фр.) написал в 1963 году, что стратегическое мышление — это «мыслительный процесс, одновременно абстрактный и рациональный, который использует как психологические, так и материальные данные. Стратег должен иметь большой потенциал как для анализа, так и синтеза; анализ необходим для того, чтобы собрать данные, на основе которых он делает свои умозаключения, а синтез — чтобы вывести из этих данных готовое решение, а решение по сути сводится к выбору между вариантами действий.»
Не существует общепринятого определения стратегического мышления, нет общего согласия относительно его роли и значения, а также стандартизированного перечня ключевых компетенций стратегических мыслителей. Большинство исследователей соглашаются с тем, что традиционные стратегии, которые основываются, прежде всего, на стратегическом планировании, не работают.